# Yukio Mishima
Yukio Mishima (三島由紀夫 Mishima Yukio potrivit topicii japoneze), este numele public, pseudonimul lui Kimitake Hiraoka (平岡公威 Hiraoka Kimitake), (n. 14 ianuarie, 1925 - 25 noiembrie, 1970), scriitor japonez și activist politic de extremă dreapta, cunoscut pentru scrierile sale (36 de volume incluzând romane, povestiri, eseuri, piese de teatru, dintre care cele mai bune au fost traduse în engleză și franceză) și moartea din alt veac pe care și-a ales-o. A fost de asemenea campion la kendō.

În debutul volumului său din 1980 Mishima sau viziunea Vidului, Marguerite Yourcenar remarca: 
„E întotdeauna greu să judecăm un mare scriitor contemporan: ne lipsește distanțarea. Iar dacă aparține unei alte civilizații, este încă și mai greu, căci intră în joc ori atracția exotismului, ori neîncrederea în același exotism. Șansele înțelegerii greșite sporesc atunci când, cum e cazul lui Yukio Mishima, elementele propriei sale culturi și acelea ale Occidentului, pe care le-a absorbit cu lăcomie,...se îngemănează în felurite proporții înăuntrul fiecărei opere, având efecte și reușite diferite. Și, cu toate acestea, tocmai acest amestec îl transformă pe autor, în multe din opere sale, într-un autentic reprezentant al Japoniei, și ea atât de violent occidentalizată, dar marcată, dincolo de orice, de unele trăsături imuabile.

Dificultățile de apreciere și interpretare sporesc într-o epocă marcată de "curiozitatea grosolană pentru anecdoticul biografic,...îngroșată violent de metodele unei prese și ale unor media ce se adresează unui public care știe din ce în ce mai puțin să citească". Să nu uităm că în cazul oricărui scriitor, și în special în cel al lui Yukio Mishima, realitatea centrală rămâne cea a operei.”
Yukio Mishima rămâne unul dintre cei mai interesanți, dar și controversați, autori japonezi ai secolului al XX-lea. Controversa se naște din afinitățile și crezurile sale literare, politice și morale, cât și de faptul că este ultima personalitate a lumii japoneze care s-a sinucis prin metoda tradițională seppuku, în urma unei încercări, nereușite, de lovitură de stat.
Mishima rămâne cunoscut și datorită culturismului pe care l-a practicat, dar și pentru cariera de fotomodel. Un film biografic din 1985, regizat de Paul Schrader, se intitulează Mishima: A Life in Four Chapters (Mishima: O viață în patru capitole) și descrie viața scriitorului.

## Copilăria

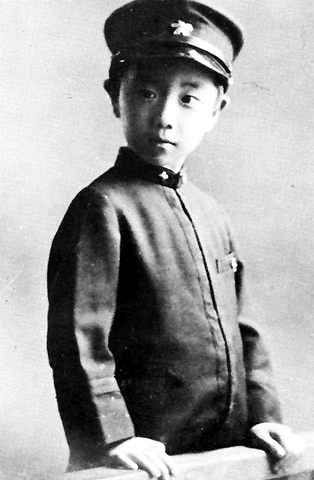
Mishima în copilărie (cca. aprilie 1931)

Mishima a văzut lumina zilei în districtul Yostuya din orașul Tokyo (care acum face parte din Shinuku). Tatăl său se numea Azusa Hiraoka și era un funcționar guvernamental. Mama sa, Shizue, era fiica celui de-al cincilea director al Academiei Kaisei. Tatăl lui Shizue, Kenzō Hashi, era specialist în literatura chineză clasică.

Copilăria i-a fost dominată în totalitate de umbra bunicii sale, Natsu, care a luat în primire copilul imediat după naștere și l-a separat de părinți. Natsu făcea parte dintr-o veche familie de samurai, strănepoată a unui daimyo (prinț), înrudită chiar cu dinastia Tokugawa; își dădea aere aristocratice, chiar și după căsătoria cu bunicul lui Mishima, un om comun, un birocrat care s-a îmbogățit în paradisul fiscal al noilor frontiere coloniale. Natsu era o femeie încăpățânată, "maladivă, puțin isterică, chinuită de reumatisme și nevralgii craniene", uneori violentă, (în operele lui Mishima există numeroase aluzii la această violență); avea dureri cumplite, iar tânărului Mishima îi revenea sarcina să o maseze. Pe seama lui Natsu pun biografii lui Mishima fascinația acestuia pentru moarte și pentru lucrurile excentrice. Natsu citea cărți în limba franceză și în limba germană și avea un gust aristocratic pentru teatrul Kabuki. Natsu nu i-a permis lui Mishima să stea la soare, să practice vreun sport sau să se joace cu ceilalți copii. Era mai mult singur sau înconjurat de verișoare și păpușile acestora. "Contactului acesta cu un suflet și un trup bolnav îi datorează poate <Mishima> lecția esențială, întâia lui impresie de stranietate a lucrurilor. Îi datorează însă, mai ales, experiența de a fi iubit cu gelozie, nebunește și de a răspunde acestei mari iubiri. 
„La opt ani, aveam o iubită de șaizeci.", spunea el undeva. Un asemenea început înseamnă timp câștigat.”
 (Marguerite Yourcenar, op. cit.)

Mishima s-a întors în sânul familiei sale la vârsta de 12 ani. S-a atașat de mamă. Aceasta fusese născută într-una din familiile de pedagogi confucieni, care reprezintă, în mod tradițional, însăși chintesența logicii și moralității japoneze. Ea a fost aceea care s-a aplecat asupra lucrărilor lui literare de adolescent beat de literatură, la ea se întorcea pentru a fi încurajat, ei îi dădea textele să le citească și să i le corecteze. Tatăl său era brutal, milităros și 
„de trei ori, în timpul plimbărilor pe câmp, de-a lungul unei căi ferate, își ridicase - după cum ne spune - fiul în brațe, ținânu-l la abia un metru distanță de expresul ce trecea în goană nebună.”
 (Marguerite Yourcenar, op. cit.) Tatăl făcea adesea incursiuni neașteptate în camera băiatului pentru a descoperi orice dovadă cât de mică a unui interes pentru literatură, pe care îl considera un semn al efeminării, și îi distrugea manuscrisele printr-un gest extrem de violent. Cu toate acestea copilul nu a reacționat niciodată la aceste provocări. 

## Școala și primele scrieri
La doar 12 ani Yukio Mishima a început să scrie primele sale povestiri. Citea cu voracitate opere de Raymond Radiguet, Oscar Wilde, Rainer Maria Rilke, precum și ale clasicilor literaturii japoneze. Cu toate că familia sa nu era suficient de bogată, bunica sa Natsu a insistat ca băiatul să fie trimis la o școală de elită, Școala Peers (Universitatea Gakushūin din Tokyo).
Dupa șase ani plini de nenorociri petrecuți la școală devenise un adolescent palid și fragil, dar fusese acceptat drept cel mai tânăr membru al societății literare a școlii. Pe Mishima îl atrăgea autorul japonez Michizō Tachihara (1914–39), care la rândul lui aprecia poezia japoneză clasică waka. Primele lucrări ale lui Mishima includ și poezie waka, după acestea tânărul publicând romane. A primit invitația să scrie la o prestigioasă revistă literară japoneză, Bungei-Bunka (文芸文化 Cultură literară), unde a trimis povestirea Hanazakari no Mori (花ざかりの森 Pădurea înflorită), inspirată de străvechea Japonie poetică, scriere în care naratorul simte că strămoșii săi trăiesc încă, înăuntrul sufletului său. Povestirea, plină de metaforele și aforismele caracteristice stilului scriitorului, va fi publicată în 1944 sub forma unei cărți, cu un tiraj limitat (doar 4,000 de copii) din cauza crizei de hârtie din timpul războiului. Ca să-l protejeze de o posibilă aversiune din partea colegilor săi, profesorii au născocit pseudonimul "Yukio Mishima".
Povestirea Tabako (煙草? Tutun), scrisă de Mishima și publicată în 1946 cu ajutorul lui Yasunari Kawabata, descrie disprețul cu care s-a confruntat când le-a mărturisit membrilor echipei de rugby că făcea parte dintr-o societate literară. Acest traumatism a furnizat material și pentru povestirea Shi o Kaku Shōnen (詩を書く少年? Băiatul ce scria poezii) din 1954.
Mishima a fost chemat să se prezinte la comisia de înrolare, dar în momentul controlului medical era răcit și a avut inspirația să mintă și să se declare tuberculos, motiv pentru care a fost considerat inapt pentru serviciul militar și lăsat la vatră. Deși Mishima era bucuros că nu a plecat pe front, multă vreme după aceea s-a simțit vinovat că a supraviețuit și a pierdut șansa unei morți eroice. 
Deși tatăl îi interzisese să mai scrie, Mishima a continuat în secret în fiecare noapte această activitate, ajutat și protejat de mama sa, Shizue, care era întotdeauna prima sa cititoare. După terminarea școlii, tatăl sau, un simpatizant al nazismului german, nu i-a permis să devină scriitor, ci l-a obligat să studieze Dreptul German. Mishima mergea la cursuri ziua, dar continua să scrie în timpul nopții și a absolvit Universitatea de elită din Tokio în 1947. A obținut o slujbă în Ministerul de Finanțe și părea să se îndrepte spre o carieră de funcționar extrem de promițătoare. 
Cu toate acestea era istovit și tatăl său a fost de acord să se retragă un an și să se dedice scrisului. În final, extrasele de cont ale drepturilor de autor încasate de Mishima după primele succese literare aveau să-l convingă că fiul său este făcut să fie scriitor.

## Literatura de după război
Mishima scria romane, nuvele, povestiri și eseuri literare, precum și piese extrem de apreciate pentru teatrul Kabuki, dar și adaptări moderne după dramele Noh. Mishima a început povestirea Misaki nite no Monogatari (岬にての物語? O poveste de la promontoriu), bazată pe o călătorie din copilăria sa la mare, în 1945 pe un șantier naval, continuând să lucreze la ea până la sfârșitul celui de-Al Doilea Război Mondial. În ianuarie anul 1946, l-a vizitat pe faimosul Yasunari Kawabata în Kamakura, purtând cu el manuscrisul povestirilor Chūsei (中世? Evul Mediu) și Tabako, cerându-i lui Kawabata ajutor și sfaturi. În luna iunie 1946, la recomandarea lui Kawabata, povestirea Tabako a fost publicată în revista literară Ningen (人間? Umanitate).
Mishima și-a început primul său roman, Tōzoku (盗賊 Hoții), în 1946 și l-a publicat în 1948. I-a urmat apoi Kamen no Kokuhaku (Confesiunile unei măști), o operă cu accente autobiografice despre un tânăr cu latențe de homosexual, care trebuie să se ascundă după o mască pentru a fi acceptat de societate. Romanul a avut un succes extraordinar și a făcut din Mishima o celebritate la vârsta de doar 24 de ani. În jurul lui 1949, Mishima a publicat o serie de eseuri în Kindai Bungaku asupra lui Yasunari Kawabata, pe care l-a stimat întotdeauna.
Mishima a fost foarte cunoscut în întreaga lume, iar majoritatea cărților sale au fost traduse în limba engleză, iar unele dintre acestea au fost traduse și în limba română. Mishima a călătorit foarte mult; în 1952 a vizitat Grecia, țară de care fusese fascinat încă din copilărie. Ecouri din călătoria sa apar în Shiosai (潮騒? Tumultul valurilor), publicat în 1954, roman inspirat din legenda greacă despre Dafnis și Cloe. Mishima se folosea și de evenimente contemporane lui în romanele sale. Templul de aur roman publicat în 1956, este o transpunere fictivă a incendierii faimosului templu din Kyoto. Utage no ato (După banchet), scriere publicată în 1960, urmărea atât de atent evenimentele din jurul campaniei politicianului Hachirō Arita încât Mishima a fost acționat în instanță pentru încălcarea intimității.
 

Mishima fost nominalizat de trei ori pentru Premiul Nobel pentru literatură, dar când în 1968 prietenul și maestrul său, bătrânul și marele scriitor Yasunari Kawabata l-a câștigat, Mishima a înțeles că șansele ca premiul să fie acordat unui al doilea japonez sunt extrem de reduse în viitorul appropiat. Acest fapt s-a întâmplat abia în anii '90 când Oe Kenzaburo a adus cel de-al doilea Premiu Nobel pentru literatură în Japonia. Dezamăgirea era firească la Mishima, 
„bărbatul avid, în chip aproape naiv, de onorurile venite din străinătate, dar ea nu i-a cuprins, cu siguranță, decât partea cea mai superficială a ființei; ceea ce știm este că Mishima s-a grăbit să meargă la bătrânul maestru, care considera Marea fertilității- aproape terminată la acea dată - drept o capodoperă, ca să-i prezinte felicitările și omagiile sale.”
 (Marguerite Yourcenar, op. cit.)

### Actorie și modelling
Mishima a fost și actor, revenindu-i rolul principal din filmul lui Yasuzo Masumura din 1960, Speriat de moarte. A jucat și în filmele Yukoku (Patriotism) (regizat de el, 1966), Kurokotage (Șopârla neagră) (în regia lui Kinji Fukasaku, 1968) și în Hitokiri (în regia lui Hideo Gosha, 1969). Scriitorul a cântat în filmul Speriat de moarte (pe muzica lui Shichirō Fukazawa).
Mishima a apărut ca foto model în Ba-ra-kei: Ordeal by Roses (Ba-ra-kei: Calvarul trandafirilor) de Eikoh Hosoe, precum și în Young Samurai: Bodybuilders of Japan (Tânărul samurai: Culturiștii japonezi) sau Otoko: Photo Studies of the Young Japanese Male (Otoko: Studii fotografice ale tânărului bărbat japonez) de Tamotsu Yatō.

## Viața personală

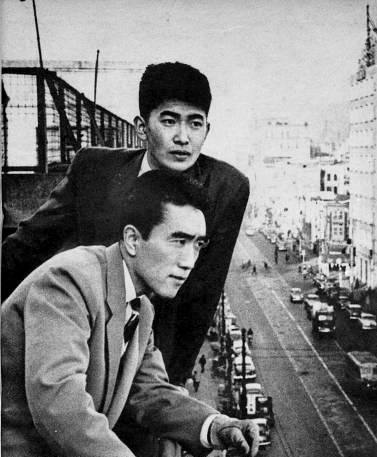
Yukio Mishima (mai jos) cu Shintaro Ishihara în 1956.

După Confesiunile unei măști Mishima a încercat să uite obsesiile copilăriei și individul dublu care supraviețuia în mintea sa și a flirtat continuu cu moartea. A încercat să se lege cu frânghii groase de lumea reală și a început o serie de antrenamente fizice extrem de dure. Și-a disciplinat strict viața și,așa cum acorda două ore zilnic exercițiilor fizice destinate reclădirii corpului, după miezul nopții se închidea în birou pentru a consacra două ore textelor lui destinate consumului curent, iar restul nopții până în zori cărților lui adevărate, capodoperele care ne încântă și azi. În ultimii 15 ani de viață a practicat Kendo, un sport tradițional japonez al duelului cu săbii din bambus, devenind maestru cu centura neagră. Toate tentativele de disciplinare și sporire a rezistenței reprezentau pentru Mishima nu atât atracția senzaționalului, cât o etapă în cunoaștere. 
„Exercițiul mușchilor elucida miturile create de cuvinte, compensa o oarbă și morbidă încredere în cuvinte”
, spune el în Soare și oțel, eseul din 1967.
În 1958 , s-a căsătorit cu Yoko Sugiyama, după ce inițial își dorise o căsătorie cu Michiko Shoda - viitoarea soție a împăratului Akihito. După alți trei ani cuplul a avut o fiică și un fiu.
În 1967 Mishima s-a înscris în Army Self Defense Force (ASDF) și a făcut antrenamentul de bază. Un an mai târziu a înființat Tatenokai (Societatea scutului), compusă din studenți care s-au format cu ajutorul artelor marțiale și al unei discipline de fier sub tutela lui Mishima. 
În ultimii 10 ani de viață, Mishima a scris piese de teatru, a jucat în câteva filme și și-a ecranizat una dintre povestiri (Patriotism (憂国 Yūkoku?)). De asemenea, scriitorul a continuat în acea perioadă redactarea ultimei sale lucări: tetralogia Marea fertilității (Hōjō no Umi) - formată din romanele Zăpada de primăvară, Cai în galop,Templul Zorilor și Îngerul decăzut (manuscrisul ultimului volum a fost predat de către Mishima editorului cu o oră înaintea sinuciderii rituale) - care a apărut în foileton începând cu luna septembrie a anului 1965.

## Sinuciderea rituală (seppuku)
Pe data de 25 noiembrie 1970, Mishima împreună cu alți 4 membri ai Tatenokai, sub un fals pretext, au vizitat comandamentul din tabăra Ichigaya, secția din Tokio a Comandamentului Estic al Forțelor de apărare japoneze. Ajunși în interior s-au baricadat în birou și l-au legat pe comandat de scaun. Cu un manifest deja pregătit și un afiș pe care erau inscripționate cererile lor, Mishima a ieșit pe balcon și a ținut un discurs în fața soldaților aliniați. El a cerut organizarea unei lovituri de stat, care să restituie Împăratului puterea sa inițială.
Nu a reușit decât să fie ironizat și fluierat și atunci și-a încheiat discursul. S-a întors în biroul comandantului unde a comis seppuku, iar actul a fost urmat de decapitarea rituală executată de un alt membru al Tatenokai, Masakatsu Morita. Morita, nu a fost capabil să execute misiunea și un alt coleg, Hiroyasu Kogaa, a dus operația la bun sfârșit.
Imediat după Mishima, Morita a comis seppuku și a fost decapitat de Koga. După decapitare, capul lui Mishima a fost așezat pe o foaie de ziar. Imaginea a intrat prin mass media și manualele de istorie în conștiința oricărui japonez drept una dintre cele mai tragice imagini ale istoriei contemporane, alături de ciuperca atomică de la Hiroshima.

Mishima și-a pregătit în detaliu și îndelung sinuciderea, dar nimeni altcineva, cu excepția unui grup restrâns de membri Tatenokai, nu-i cunoștea planurile. Mishima știa de la bun început că puciul său nu avea șanse de reușită, iar traducătorul, biograful și prietenul său John Nathan sugerează că scenariul era un simplu pretext pentru sinuciderea rituală, pe care Mishima și-o dorise din totdeauna. Mishima se întâlnise cu avocatul său, pentru a întocmi un testament clar, prin care le-a lăsat bani celor trei supraviețuitori din grupul membrilor Tatenokai pentru a–și angaja un avocat. În ajunul sinuciderii, Mishima și-a luat rămas-bun de la părinți. 
„Singura remarcă disponibilă demnă de reținut în aceată ocazie este aceea a mamei, tipică oricărei afecțiuni materne: Părea foarte obosit... Cuvinte simple ce amintesc mereu că sinuciderea lui nu a fost...echivalentul unui strident și aproape facil gest frumos, ci un urcuș extenuant către ceea ce el socotea a fi, în toate sensurile cuvântului, cuvenitul său sfârșit.”
 (Marguerite Yourcenar, op. cit.)

## Opera literară
În momentul morții Mishima își încheiase ultimul roman al tetralogiei sale Marea fertilității și era recunoscut drept unul dintre cei mai importanți stiliști ai literaturii japoneze de după Război. Mishima a scris 40 de romane, 18 piese de teatru, 20 de antologii de povestiri, și vreo 20 de cărți de eseuri și un libret muzical. Chiar dacă o parte din opera sa a fost afiliată zonei literaturii comerciale și a fost scrisă pentru bani, o mare parte rămâne cantonată în zona esteticului.
A debutat cu un volum de povestiri dar adevăratul sau debut ca prozator l-a constituit romanul Confesiunile unei măști (1949). Imediat după acest volum, cot la cot cu colegul său de generație Abe Kobo, scriitorul s-a bucurat de protecția și aprecierea influentului câștigător al premiului Nobel pentru literatură Kawabata Yasunari. 

### Confesiunile unei măști(1949)
Kamen no Kokuhaku (假面の告白? Confesiunile unei măști) este, așa cum îi indică chiar titlul, un roman confesiv, în care naratorul, copilul și adolescentul Tenkatsu pare să fie mai atras de brutalitatea unor imagini furate din marchizul de Sade sau de petele de sânge de pe torsul Sfântului Sebastian, al cărui martiriu îl descoperă în reproducerea unei pânze de Guido Reni, decât de poveștile cu zâne. Romanul Confesiunile unei măști a fost publicat pentru prima dată în anul 1949 în Japonia, fiind tradus din japoneză de Emil Eugen Pop; cartea a apărut în 2011 la Editura Humanitas Fiction, în colecția Raftul Denisei.
Poveștilor lui Andersen le sunt preferate un basm maghiar în care o prințesă este devorată de un balaur, iar Tenkatsu, noul Marcel, descoperă ca are înclinații homosexuale, preferând compania băieților de aceeași vârstă, cu care se întrece în sporturi bărbătești. Folosind mai vechiul procedeu al fluxului conștiinței involuntare, Mishima readuce în prezent scântei din trecutul personajului evocând vizita la un templu budist, albul mănușilor ceremoniale sau hai ku-ul desenat pe zapadă pentru prietenul său, Omi. 
Cruzimea cu care eroul își analizează preferințele sexuale ușor perverse, alternează cu poezia unor descrieri de peisaj. Naratorul lui Yukio Mishima, comparat adesea de critici cu Aschembach, naratorul din povestirea lui Thomas Mann ''Moarte la Veneția'', se definește pe sine ca fiind un efebofil, un îndrăgostit de trupul tinerilor. 
Intră, ca și autorul său, la Facultatea de drept și este înrolat în timpul războiului iar părinții îl împing într-o relație cu Sonoko, o foarte frumoasă tânără, de care se simte atras dar pe care n-o poate iubi. Corespondentul său european ar putea fi Octave de Malivert din romanul lui Stendhal, ''Armance''. Ca și acesta, Tenkutsu este chinuit de gândul sinuciderii, al morții eroice dar nu are încă puterea să ducă gestul suicidal până la capăt.

### Sete de iubire(1950)
Cel de-al doilea roman, Ai no Kawaki (愛の渇き? Sete de iubire), abandonează stilul narațiunii cu valoare autobiografică și plonjează în plină ficțiune. Naratorul e de data aceasta o Madame Bovary în cheie japoneză. Lucrarea Sete de iubire a fost publicată pentru prima dată în anul 1950 în Japonia, fiind tradusă din japoneză de Iuliana Oprina; cartea a apărut în 2013 la Editura Humanitas Fiction, în colecția Raftul Denisei.
Etsuko, o văduvă din middle class-ul japonez, dezvoltă o pasiune răscolitoare pentru unul din argații săi, plin de o vitalitate animalică ce-i provoacă cele mai ciudate reverii. Scena cheie a romanului e cea în care femeia, prezentă la un festival al toamnei unde tineri dezbrăcați interpretează dansuri rituale, își înfige unghiile în pielea iubitului ei Saburo, amestecând iubirea și durerea, într-o combinație specifică romanelor lui Mishima. 
Unitatea de caracter a personajului narator este scoasă în evidență de banalitatea celorlalte personaje și de natura înconjuratoare, surprinsă în plină înflorire. Romanul evoluează implacabil spre un deznodământ tragic: Etsuko îl ucide pe Saburo, pedepsindu-l pentru faptul de a fi iubită de către acesta.
Donald Keene spunea despre Sete de iubire că deși e un roman de tinerețe, este una dintre cele mai bune cărți ale lui Mishima.
Scrierea lui Mishima a fost ecranizată în 1957, în regia lui Koreyoshi Kurahara.

### Culori interzise(1951)
În 1951 Mishima publica cel de-al treilea roman, Kinjiki (禁色? Culori interzise). Comparat de unii critici cu Sodoma și Gomora a lui Marcel Proust, romanul descrie viața coruptă a orașului Tokio imediat după război, prin care trece Yuki, eroul principal, condamnat de societate la o căsătorie sterilă, dar îndrumat de un bătrân scriitor cu înclinații homosexuale. Cu toate acestea, portretele feminine nu-și pierd din frumusețe în cuprinsul cărții, Mishima numărându-se printre puținii autori japonezi care pot surprinde și analiza în egală măsură sufletul unei femei sau pe cel al unui bărbat. Bătrânul îl transformă pe Yuki într-un veritabil Don Juan care seduce și abandonează zeci de femei, într-un joc, de data aceasta lipsit de finalitate și miză, experimentând seducția pură.

### Tumultul valurilor(1954)
În aprilie 1954, Yukio Mishima termină romanul Tumultul valurilor (Shiosai), care va fi publicat în luna iunie a aceluiași an la Editura Shinchosha din Japonia. În românește romanul va fi tradus de către Ana Maria Năvodaru după o ediție franceză (Yukio Mishima, “Le tumult des flots”, Editions Gallimard, 1969), văzând tiparul la Editura Univers, în anul 1975.
Tema pastorală (inspirată din romanul grec Daphnis și Chloe), a iubirii dintre un tânăr pescar și o frumoasă fiică de sătean înstărit, în lumea închisă a unei insule sudice japoneze, separate de civilizație, l-a obligat pe scriitor să recurgă la un stil simplu, delicat. Romanul, aproape un poem în proză, a primit, în anul 1954, Premiul literar Shinchosha; după subiectul lui s-au turnat cinci filme.
În opera unui scriitor sumbru ca Mishima, acest roman se dovedește a fi o adevărată oază de lumină. După ce a mărturisit că lucrul pe care-l iubește și îl urăște cel mai mult, în același timp, este singurătatea, Mishima scrie acest mișcător poem despre modul în care comunică prin iubire doi adolescenți plini de puritate. 
Utajima, o liniștită insulă de pescari - cu pante abrupte și rare porțiuni netede - va găzdui iubirea tânărului pescar Kubo Shinji și a scufundătoarei Miyata Hatsue. Două elemente sunt de semnalat pentru frumusețea lor pe această insulă: templul shinto Yashiro al zeului mării Watatsumi-no-Mikado și farul, care parcă tronând atmosfera liniștită a acestei insule, influențează printr-un determinism arhaic, viața sătenilor.
Shinji, terminând școala, devine pescar pe vasul Taihei-maru al maistrului pescar Oyama Jukichi. Shinji era un băiat simplu, unicul vis al său fiind să aibă într-o zi o ambarcațiune cu motor cu care să facă cabotaj împreună cu fratele său mai mic, Hiroshi. Pentru el, ca pescar, marea însemna totul: era locul în care își câștiga existența, locul în care își căuta liniștea sufletului, locul pe malul căruia și-a întâlnit perechea sufletească; era însăși drumul vieții.
Simpla existență a lui Shinji va fi complet schimbată de întâlnirea, pe plaja întunecată a mării, cu o fată ale cărei priviri vor face ca monotona viață de până atunci să se transforme într-un joc al iubirii, umbrit pentru o perioadă de timp de îngustimea concepțiilor societății în care s-au întâlnit. Dar întâlnirea le-a fost destinată, credeau ei, fusese ceva neprevăzut, provocat de o forță din afara lor.
Hatsue, fata înstăritului Miyata Terukichi, după ce a fost adoptată de o familie de scufundători din Oizaki, în Shima, a fost reintegrată de curând în familia Miyata din insula Utajima. Drumurile celor doi tineri se vor întâlni pe mica insulă de pescari, crescând în inimile lor sentimente pline de intensitate și inocență. De acum, natura imediată cu care intra Shinji în contact parcă se schimbase: când se afla în larg la pescuit tumultul valurilor pe care-l auzea se potrivea cu bătaia sângelui său tânăr; în momentele de neliniște care l-au cuprins pe Shinji, datorită imposibilității revederii iubitei sale, i se părea că doar marea va consimți să stea de vorbă cu el. Incapacitatea lui de a-și exprima sentimentele stă în lipsa lui de imaginație. Lipsa de imaginație îl scutea de neliniște. Shinji își trăiește sentimentele, emoțiile prin intermediul naturii, bucurându-se de o fericire calmă atât când se afla înconjurat de liniștea naturii, cât și în mijlocul furtunii și al valurilor învolburate ale mării. 
Întâlnirea lor plină de naturalețe și inocență la un fost obsevator militar de pe insulă, va atrage asupra lor atenția și bârfele micului sat pescăresc. Povestea lor de dragoste va fi astfel dezvăluită, într-un acces de gelozie, de către Chiyoko - fiica paznicului de la far, lui Kawamoto Yasuo - președintele Asociației Tinerilor din Utajima. 
Înverșunarea împotriva lui Shinji și gelozia față de cel care i-o luase înainte, și care, credea el, a avut-o pe Hatsue, l-a făcut pe Yasuo să pună la cale umilirea celei care i s-a dăruit lui Shinji de bună voie. Încercarea nereușită a lui Yasuo de a o viola pe Hatsue îi va crește și mai mult ura acestuia față de cei doi, răspândind în sat cuvinte urâte despre ei. Acestea ajung și la urechile tatălui lui Hatsue, care îi va interzice să mai iasă din casă cât timp vasele de pescuit nu erau în larg. 
De acum existența lui Shinji devine un calvar, singura lui legătură cu Hatsue rămânând cea sufletească precum și schimbul de scrisori pe ascuns dintre ei. Starea lui Shinji era parcă reflectată de marea care se frământa și se prăbușea cu violență lovind în stânci, de zgomotul valurilor furioase și de vuietul unei ape spumegânde. Cu toate acestea cei doi îndrăgostiți nu își pierd speranța, optimismul lor refecându-se în rugăciunile aduse zeului găzduit de templul Yashiro.
Rugăciunile lor vor primi răspuns în momentul în care Terukichi afirmă că meseria de marinar este prima condiție pusă celui care se va logodi cu Hatsue. Astfel, cei doi pretendenți, Shinji și Yasuo pornesc spre portul Toba de unde se vor îmbarca pe vasul comercial Utajima-maru. Putem considera această călătorie una inițiatică, în care Shinji se va afirma prin curajul și bărbăția dovedită în timpul unui uragan. Această călătorie îl va face Shiji un om adevărat, mintea, trupul și sufletul regăsindu-și armonia la întoarcerea pe insula natală. 
Cuprinsă de remușcări, Chiyoko, studentă la universitatea din Tokio, refuză să se reîntoarcă în vacanță pe insulă, destăinuindu-se și cerând mamei sale printr-o scrisoare să dezvăluie adevărul despre iubirea celor doi. Soția paznicului farului încearcă să-l convingă pe Terukichi despre nevinovăția lui Shinji și a lui Hatsue, dar acesta luase deja hotărârea: Shinji este omul care o va lua de soție pe Hatsue.
Ultimele pagini îi prezintă pe cei doi logodnici în turnul farului privind fascinați“cu obrajii atât de apropiați… întunericul de nepătruns, pe care fasciculele luminoase le măturau cu regularitate inspirând un optimism atât de rar întâlnit în opera lui Yukio Mishima.
Bibliografie: Mihnea Voicu Șimăndan , „Yukio Mishima: “Tumultul valurilor””, „Studii nipone” (An I, nr. 1, 2000)

### Templul de aur(1956)
Poate că cel mai realizat roman, prin complexitatea construcției și a personajelor este Kinkaku-ji ( 金閣寺?, Templul de aur) care s-a vândut în Japonia în peste 300000 de exemplare. Mishima a izbutit să dea o foarte verosimilă justificare psihologică unui gest criminal - incendierea faimosului Pavilion de Aur al templului budist Rokuon-ji din Kyoto. Incendierea monumentului național de către un ministrant budist suferind de tulburări psihice, fapt autentic, petrecut în iulie 1950, a constituit însă numai punctul de plecare al romanului, pentru că Mishima a transfigurat artistic evenimentul, pentru a crea o lume care-și are propria realitate. 
Templul de aur a fost publicat pentru prima dată în anul 1956 în Japonia, fiind tradus din japoneză de Angela Hondru; cartea a apărut în 1985, la Editura Univers, apoi în anul 2000 la Editura Humanitas, în colecția Cartea de pe noptieră. Romanul este confesiunea lui Mizoguchi un tânăr, debil fizic și bâlbâit, respins de toți cei din jurul său pentru aceste handicapuri. Fiu al unui preot budist sărac, Mizoguchi incendiază templul la care fusese primit pentru a se iniția și a deveni preot, ca și tatăl său. Întreg romanul e o poveste care conduce în final la acest sacrilegiu. 
Călugărul, un tânăr desfigurat și bâlbâit, cu un vădit dezechilibru sufletesc, a declarat la proces ca a incendiat templul pentru ca devenise gelos pe frumusețea lui. Psihiatrii l-au declarat schizofrenic și la proces acesta a mărturisit că își disprețuiește sinele demonic. Evenimentul nu avea cum sa-i scape lui Mishima care face din acest episod nucleul romanului sau. Tradus în limba engleză în vremea revoluției flower-power și a exploziei de religii de tip new-age, romanul a cunoscut un succes imediat printre adepții americani ai Zen Budism-ului. Întorcându-se la narațiunea de tip confesiv, Mishima imaginează lumea strâmbă a spiritului unui călugăr, Mizouguchi, traumatizat de imaginea mamei care făcea dragoste cu un bărbat în timp ce tatăl își dădea sufletul. Copilul, un Meursault transferat pe teritoriul japonez, este incapabil de orice tip de empatie față de cei ce-l înconjoară, sentimentele sale fiind cauterizate cu grijă. Ca ghid al soldaților americani ce vizitează Templul, participă chiar la o crimă oribilă, ucigând copilul unei gheișe sub privirile ocupantului, care îl răsplătește cu două cartușe de țigări Chesterfield. 
Imaginea Templului de aur se amestecă, într-o proiecție suprarealistă, cu viziunea puternic sexualizată a sânului unei femei conducând la gestul final al arderii din temelii a templului. Una dintre pildele filozofiei budiste pe care starețul o citește în momentul în care Japonia capitulează e cea în care călugărul Nansen ucide o pisică. O pisică apărută în templu îi împarte pe locuitorii templului în două tabere, iar starețul Nansen o ucide pentru a anihila Sinele și închipuirile vane ale celorlalți frați. Episodul are o însemnătate capitală pentru Mizouguchi, care, urmând sfaturile ologului sau prieten Kashiwagi și pe cele ale starețului Templului, ajunge la un moment de iluminare demonică, în care înțelege că singurul mod în care îl poate iubi pe Buddha este clipa în care îl ucide pe Buddha. Incendierea Templului de aur capătă astfel o valoare simbolică, se transformă într-un sacrificiu al frumuseții pe care omul modern, în absoluta lui alienare, nu o mai poate percepe corect. 
Apărut în perioada când în Europa făceau vogă romanele existențialiste, Templul de aur propune un destin apropiat de cel al eroilor unor scriitori ca Jean Paul Sartre sau Albert Camus, eroi tragici, dar și destine exemplare, dostoievskiene, din lumea celor umiliți și obidiți. Cruzimea viziunii rămâne în continuare trăsătura cea mai importantă a stilului romancierului japonez. Scena arderii Templului a fost interpretată de unii critici ca expresia cea mai înaltă a revoltei împotriva unei religii prea oficiale, prea interesate de o falsă iluminare, iar Mishima, un scriitor care a atacat și instituția prea strâmtă a căsătoriei japoneze, a fost acuzat ca ar dori sa submineze puterea bisericii.
În carte se regăsește vechea Japonie, sunt evocate numele celebrităților din vremea stampelor ukiyo-e (Utamaro, Hiroshige), este pomenită arta aranjării florale (ikebana), se află ecouri din “Genji monogatari” a lui Murasaki Shikibu. Romanul a fost laureat cu Premiul literar Yomiuri, în anul 1957.

### După banchet(1960)
După banchet, roman publicat de către scriitorul japonez Yukio Mishima. În Japonia, romanul a fost publicat pentru prima dată romanul în anul 1960, sub titlul “tage no ato. Prima ediție a acestui roman în limba română a apărut la Editura Univers, în anul 1979, iar în cea de-a doua la Editura Humanitas, în anul 2000, în cadrul colecției “Cartea de pe noptieră”. Traducerea din limba japoneză a fost asigurată de Stanca Cionca.
În “După banchet” Mishima își diversifică tematica. Romanul este o frescă realistă a faunei politice postbelice din Tokyo. Este povestea unei femei de afaceri care se căsătorește cu un politician bătrân și încearcă să-i refacă gloria trecută. Se evidențiază caracterele celor două personaje principale: dinamica, voluntara Kazu Fukuzawa, femeie la 50 de ani, încă ispititoare, proprietara restaurantului Setsugo-an, situat într-un cartier deluros din Tokyo, și Noguchi, bătrânul politician respectabil, reprezentantul unei lumi vechi, bărbat sobru, chiar apatic. “Kazu avea un suflet senin și un caracter fără compromisuri: o fire simplă și dreaptă. Încă din tinerețe îi plăcuse mai mult să iubească decât să fie iubită.”
Restaurantul era locul unde importante personalități politice japoneze luau masa și organizau banchete. Cu ocazia unui astfel de banchet, Kazu îl întâlnește pe viitorul ei soț, bătrânul Yuken Noguchi, consilier al partidului radical-reformator. Noguchi, fost ministru și ambasador în Anglia, se remarca prin trupul slab și uscățiv, obrazul lipsit de armonie, numai “ochii îi sticleau vioi și limpezi pe sub coama de păr cărunt”. Era un idealist, încorsetat în obiceiuri vechi aristocratice, ținea cu sfințenie la tradiție, ducând o viață de o simplitate demnă.
Relația dintre cei doi începe în acea noapte a banchetului, moment din care atât viața lui Kazu cât și cea a lui Noguchi vor străbate drumuri întortocheate. Imediat după căsătoria lor, Noguchi este numit candidatul partidului radical pentru postul de guvernator al Tokyo-ului. Însărcinat cu organizarea campaniei electorale va fi numit Soichi Yamazaki, care va găsi în persoana soției Kazu un adevărat combatant și o colaboratoare energică în viitoarea campanie. Considerând a fi o obligație de onoare față de soțul ei, Kazu se implică, încă de la început, cu toate forțele în această campanie. Deși este avertizată de către influenții ei prieteni din partidul rival, conservator, foști clienți ai restaurantului, să nu se hazardeze într-o astfel de acțiune politică, Kazu nu ia în seamă sfaturile lor.
O răsturnare spectaculoasă de situație apare în momentul în care Noguchi pierde alegerile iar Kazu este obligată de soțul ei să vândă restaurantul înglodat în datorii în urma campaniei electorale, și să se retragă pentru restul vieții la țară. Acum apare prima dilemă a soției, care se vede obligată să aleagă între renumele familiei soțului ei și viața plină de agitație pe care a avut-o pe vremea când restaurantul era deschis, precum și între grădina ei de la restaurant și mohorâta casă de la țară.
Cu multă finețe este tratată problematica erotică a acestui cuplu aflat în pragul senectuții. În loc de liniște sufletească, nesiguranță. În loc de fericire, amărăciune. În loc de dragoste, doar experiență. O poveste care se încheie acolo unde ar fi trebuit să înceapă și care reîncepe, neașteptat, tocmai acolo unde toate păreau să se fi sfârșit: după banchet, când luminile se sting. O femeie și un bărbat, un restaurant pentru un mormânt, emoții puternice pentru nimic. Povestea de dragoste începe cu o căsătorie, continuă cu un divorț și se încheie cu o promisiune. Povestea politică începe cu o campanie electorală și se termină așa cum se termină îndeobște poveștile politice: cu victoria banilor. Cum se termină povestea femeii care conducea un restaurant, iubește o grădină și are încredere în oameni, îi rămâne cititorului să descopere. Această carte a fost primită favorabil mai degrabă în alte țări decât în Japonia. 
Bibliografie: Mihnea Voicu Șimăndan , Yukio Mishima: „Dupa banchet”, în „Contemporanul – ideea europeană” (An XI, nr.9 (540), 8 martie 2001) și în „Studii nipone” (An I, nr. 1, 2000)

### Patriotism(1960)
Mishima s-a implicat politic doar pentru o scurtă dar încărcată perioadă de timp. Înaintea anului 1960, el a evitat aproape în întregime temele politice în lucrările sale, chiar dacă Japonia trecea printr-o serie de schimbări politice. Debutul lui pe scena politică s-a realizat o dată cu publicarea nuvelei Yukoku (Patriotism, 1966). Această povestire va fi sursa de inspirație pentru romanul Cai în galop. Nuvela Patriotism, parte din colecția Moarte în miez de vară și alte nuvele, dezvăluie afinitățile politice ale lui Mishima precum și sfârșitul său tragic. Patriotism se bazează pe un eveniment istoric, incidentul Ni Ni Roku care a avut loc în anul 1936. Personajul principal al povestirii, portretizat în mod idealistic și eroic, se află în fața unui conflict al datoriei și loialității în fața morții, moartea fiind cea mai onorabilă alegere. Nuvela descrie cu admirație un tânăr ofițer japonez care se sinucide prin seppuku pentru a-și demonstra loialitatea față de împărat.
Mishima a fost adânc atras de patriotismul și spiritul marțial al Japoniei medievale, pe care l-a pus în contrast cu concepția occidentală materialistă din perioada postbelică. Dar cu toate că Mishima a împrumutat în viața sa privată modelul occidental, cunoscând bine cultura vestică, el s-a ridicat împotriva acestor valori. Această povestire este descrierea dublei sinucideri a unui tânăr ofițer japonez și a soției sale. Motivul pentru care ofițerul se sinucide este acela că prietenii, care erau pe cale să pornească o revoltă, l-au lăsat la o parte, pentru a-i salva, pe el și tânărul lui mariaj, de la dezastru. El se sinucide pentru a arăta că loialitatea sa este deasupra unor considerații atât de jalnice. Soția sa îl urmează din dragoste și respect.
Povestea este foarte romanțată, personajele având o frumusețe și nobilitate sufletească rar întâlnită. Ultimele momente din viața tânărului cuplu sunt pasionale, pregătirile minuțioase în vederea morții fiind prezentate în cel mai mitic și brutal limbaj: “Reiko nu a zăbovit. A văzut înaintea sa doar bucuria de a se alătura în moarte soțului ei. Pe fața bărbatului în agonie se citea ceva inexplicabil, ceva ce ea vedea pentru prima dată. Reiko și-a dat seama că și ea va simți gustul dulce-amar al principiului moral în care soțul ei credea. Și-a adunat puterile și și-a înfipt lama pumnalului adânc în gât.”
Dacă Patriotism a marcat debutul lui Mishima pe scena politică, ce l-a determinat s-o scrie în acei ani? Chiar înainte cu un an de publicarea povestirii, Japonia trecea printr-o perioadă agitată, reprezentată pe de o parte de demonstrații studențești împotriva reînnoirii tratatului de securitate cu Statele Unite, în primăvara lui 1960 și, pe de altă parte, de mișcările violente ale grupurilor politice imperialiste de dreapta. Activitatea acestora din urmă a culminat cu asasinarea liderului Partidului Socialist în luna octombrie a aceluiași an, arma asasinatului fiind o sabie tradițională japoneză.
Prin lucrarea Patriotism Mishima spera să indice calea pe care trebuia s-o urmeze Japonia pentru a-și reface armonia, și anume, revenirea la cultul împăratului. Mesajul povestirii subliniază faptul că a-ți da viața pentru împărat și implicit pentru Japonia este minunat, dincolo de orice comparație. Această poveste este romantică, oricât de crudă ar părea. Mishima însuși a jucat rolul personajului principal într-o versiune cinematografică a operei și ideea a fost desigur apropiată de convingerile sale. 
Bibliografie: A.D., „Yukio Mishima: “Patriotism””, „Studii nipone” (An I, nr. 1, 2000)

### Mătase și perspicacitate(1964)
Când Mishima s-a sinucis în 1970, avea în urma lui un sfert de secol de creație literară: povestiri, romane, piese, eseuri critice, reflecții personale și în special, către sfârșit, pamflete care împleteau ultranaționalismul și esteticul. De mai multe ori, pe parcursul acestor decenii, Mishima a întors spatele imaginației luxuriante și și-a desprins privirea insistentă din oglindă suficient de mult pentru a experimenta în ficțiunea sa capturarea unor aspecte dramatice ale societății contemporane.
A încercat aceasta pentru prima dată în 1950, cu cartea “Perioada albastră” - povestea unui student înzestrat care devine cămătar în confuzia și corupția anilor de după război. Protagonistul, ca și creatorul său, sfârșește prin sinucidere. După cum se poate demonstra, Mishima a încercat să-și extindă capacitatea intelectuală dincolo de lirismul capodoperei sale din 1949 -
Confesiunile unei măști.
Mătase și perspicacitate a apărut în anul 1964, când reputația lui Mishima începuse să alunece. În mod clar pare să fie o încercare de a repeta succesul romanului “După banchet”, care a abordat subiectul nepromițător al politicii din Tokyo. Reconstruind o campanie dusă de Noguchi, un politician veteran și noua lui soție, proprietara unui restaurant, cu un trecut colorat, Mishima s-a apropiat suficient de realitate încât să se vadă pe sine însuși implicat în primul litigiu de violare a intimității din Japonia. Totuși, cartea este poate cea mai romanescă lucrare a sa, cu un grad de deșertăciune și pasiune rar întâlnite în ficțiunea sa. 

“Mătase și perspicacitate” înlocuiește lumea politicii cu cea a fabricării țesăturilor din mătase. Mishima dramatizează un moment din conflictele de muncă ale anilor 1950. Politicianul din “După banchet” este înlocuit de un proprietar de fabrică demodat, Komazawa, în timp ce formidabila soție a politicianului se metamorfozează într-o gheișă retrasă, Kikuno.
Un personaj puțin credibil este Okano, un manipulant politic care declamă Heidegger și Holderlin. El are rolul unui mediator între diferitele sfere sociale ale personajelor principale și manipulează situația în fabrică, până la momentul în care Komazawa își pierde stăpânirea paternală și moare ruinat, în timp ce Okano preia afacerea.
Cartea comunică anumite aspecte ale contradicțiilor dintre formele vechi și noi ale producției capitaliste în acea epocă.
Bibliografie: C.B., „Yukio Mishima: “Mătase și perspicacitate””, „Studii nipone” (An I, nr. 1, 2000)

### Soare și oțel(1968)
Sensul literaturii lui Mishima devine și mai clar după lectura eseului critic Soare și oțel, testamentul său literar, publicat chiar în anul morții sale și apărut în traducerea în limba română a lui George Șipoș la editura Humanitas, în 2008. Încercând să se auto-definească, Mishima amintește jurnalul lui Amiel, pe care îl ia drept model pentru a sa "critică a confidenței"・ Astfel, Eul e alcătuit din Sinele cel mai profund pentru care corpul e livada care înconjoară locuința Sinelui. Ca orice livadă, corpul trebuie cultivat, folosind soarele și oțelul. Dacă în tradiția europeană post-platoniciană corpul (lipsit de cuvinte dar greu de frumusețe fizică) și lumea cuvintelor (imitând frumusețea) intră în contradicție, pentru Mishima cele două universuri sunt surprinse în continuitate. 
El își construiește un trup ideal, care scapă coroziunii exercitate de cuvinte. Ca și Roland Barthes, Yukio Mishima pornește în căutarea ideilor trupului, făcând din acesta o armura modelată din metalul pur al conceptelor. Pe urmele străvechilor samurai, el va reuși astfel să proiecteze cuvintele asupra propriului său trup și să-i asculte vocea. 
Dacă în epistolele sfântului Pavel credincioșii erau îndemnați să urmeze exemplul atleților din Grecia antică, existența lui Mishima capătă sens în momentul când acesta descoperă faptul că mușchii de oțel se pot transforma în scop existențial și în obiect de artă. Viața lui capătă sens prin uniunea dintre artă și existență, dintre stilul literar și un ethos al acțiunii, reînviind idealul japonez străvechi al unității contrariilor. Scrisul poate deveni, asemenea antrenamentelor din artele marțiale, stilul personal al autorului, fiind supus acelorași încercări de a obține un corp textual perfect, eliberat de orice surplus. Trupul perfect devine un element esențial al eroului tragic, care nu poate cunoaște o moarte eroică, fără armura acestui trup. Moartea trebuie sa fie publică, să se ridice deasupra formelor în care mor oamenii comuni, sa se obiectivizeze prin actul sinuciderii rituale, seppuku, împrumutat din codul Bushido, un set de reguli stricte ale castei samurailor.

### Marea fertilității(1968, 1969, 1970, 1971)
În ziua sinuciderii sale, Mishima a așternut ultimele rânduri la cel de al patrulea volum al tetralogiei “Hojo no umi” (“Marea fertilității”), socotită operă testamentară, inspirată, după cât se pare, din “Hamamatsu chunagon monogatari” (“Povestea maestrului Hamamatsu”), o istorie de dragoste din secolul al XI-lea, despre care a publicat și un eseu. Tetralogia este axată pe motivul metempshiozei și urmărește reîncarnarea personajului principal.
În primul volum intitulat “Haru no yuki” (“Zăpada de primăvară”, 1968) acțiunea se petrece la Curtea Imperială din Tokyo. Privit superficial, pare un banal roman de dragoste, plasat în 1912-1913. Lumea închisă a unei aristocrații antice este deranjată pentru prima dată de străini - bogate familii din provincie - fără nici un fel de tradiție, ai căror bani și vitalitate îi fac nemaipomeniți luptători pentru putere socială și politică.
Această carte ne istorisește începuturile aproape accidentale ale unei legături amoroase nepermise și sfârșitul ei tragic. Privit în detaliu, personajele sunt cu atâta finețe “lucrate”, încât o lume a emoțiilor umane, a convingerilor și aspirațiilor devine vizibilă. Observațiile oamenilor sunt atât de exacte, încât să fie surprinzătoare.
Poate unul dintre principalele învățăminte este acela că nu ne putem controla destinul. Orice drum poate să ducă pe căi greșite, pentru că efectul acțiunilor noastre depinde de lume în totalitate, asupra căreia nu avem nici un fel de putere. Și aceasta face imposibil să avem un scop pur și imaculat în viață, doar dacă unii sunt pregătiți să ignore lumea și să acționeze fără considerație față de urmările acțiunilor lor. “Puritatea”, în sensul de aici, este probabil cel mai bine descrisă ca o atitudine necompromițătoare, cinstită față de chemarea interioară a unora, oricare ar fi aceasta.
Eroul principal, Matsugae Kiyoaki, un tânăr frumos de 18 ani, aparținând unei familii cu veleității aristocratice, intră prin adopție în familia Ayakura. Legătura secretă cu fiica familiei îl face pe Kiyoaki să se simtă vinovat și se hotărăște să-și curme viața. Kiyouaki îi lasă o scrisoare prietenului său, Honda Shigekuni, vestindu-l că, după moarte, îl va reîntâlni, în viitoarea sa reîncarnare. Honda este cel ale cărui experiențe formează legătura în tetralogia “Marea Fertilității”, deși în primul roman nu este un personaj important.
Finalul epic al primului volum se continuă în “Homba” (“Caii dezlănțuiți”, 1969), un roman despre rădăcinile fanatismului japonez care a dus la război, într-o epocă marcată de depresiune economică, mișcări sociale și violență politică.
Povestea începe în 1932, când, într-o vizită, Honda, acum judecător, observă o aranjare de trei alunițe pe corpul unui tânăr luptător kendo, care se asemănau izbitor cu alunițele prietenului său mort, Kiyoaki. După 20 de ani Kiyoaki se reîncarnează sub trăsăturile lui Iinuma Isao, un om dinamic, pătruns de tradițiile samurailor. În numele codului samurailor, Isao plănuiește să-l ucidă pe industriașul Kurahara Busuke, considerat a fi principalul agent al capitalismului și motiv al decăderii Japoniei. Acest tânăr Isao Iinuma este fiul fostului profesor al lui Kiyoaki. Circumstanțele îl conduc pe Honda la credința că Isao este reîncarnarea lui Kiyoaki, și când tânărul este arestat pentru activități teroriste, Honda devine avocat ca să-l apere.
La câteva zile după sfârșitul procesului, Isao ucide un faimos capitalist și își face sinucidere rituală. El este profund dezamăgit de tatăl său, care și-a vândut idealurile naționaliste și, de fapt, și-a predat propriul fiu.
Volumul al treilea, intitulat “Akatsuki no tera” (“Templul zorilor”, 1970) este o poveste despre căutarea frumuseții și luminării spirituale. Ea dramatizează puternic experiența japoneză din timpul celui de-al doilea război mondial mutând acțiunea în Tailanda și India. Honda, personajul primelor două volume, acum un bătrân resemnat, care a înțeles că viața sa nu a fost decât o iluzie, trece în planul secund și nu face decât să o urmeze pe prințesa Ying Chan (reîncarnarea probabilă a lui Kiyoaki și Isao) eroina principală a romanului.
Vizitând fiica unui vechi prieten tailandez din zilele de școală, Honda întâlnește o prințesă tailandeză care crede că este o japoneză renăscută și își amintește date din viețile lui Kiyoaki și Isao, deși atunci nu se născuse încă. Honda este hotărât să afle dacă ea este într-adevăr reîncarnarea celor doi și poate în sfârșit să confirme această suspiciune.
Partea principală a romanului, totuși, se ocupă de călătoriile lui în India și astfel, în rădăcinile budismului. Mai puțin decât o relație personală cu prințesa tailandeză, preocuparea lui Honda constă în implicațiile dezvăluirii misterului vieții.
Al patrulea volum Tennin gozui (Decăderea unui înger, 1971) sintetizează teme din cele trei volume precedente: decăderea tradițiilor japoneze de curte și al idealului samurailor; esența și valoarea filozofiei budiste; și la baza tuturor acestor teme, viziunea apocaliptică a lui Mishima cu privire la opera modernă, prevestind într-un anume fel “sfârșitul care se apropie”. Unii critici consideră tetralogia lui Mishima drept o ilustrare simbolică a destinului națiunii japoneze în secolul al XX-lea. 
Honda găsește un tânăr care iarăși pare să fie o reîncarnare a aceleiași persoane. Până atunci, Honda era convins că viața sa lungă se datorează lipsei lui de puritate. Honda doar trăiește și astfel este în stare să supraviețuiască mult, în timp ce cei trei oameni pe care i-a întâlnit mor tineri. Acesta este un concept specific japonez. În “Genji Monogatari” a lui Murasaki Shikibu, discuția este adesea despre persoane care sunt “prea frumoase ca să fie făcute pentru această lume”. Conceptul lui Mishima ar putea fi văzut ca o raționalizare a acelei idei.
În finalul romanului, Honda merge să o întâlnească pe Satoko, iubirea lui Kiyoaki. Acolo el află că Satoko nu știe nimic despre Kiyoaki. El spune: “Dacă Kiyoaki nu a existat, atunci n-a existat nici Isao. N-a existat nici Ying Chan și, cine știe, poate n-am existat nici eu”. Pentru prima dată se citea putere în ochii ei.
Mishima i-a spus criticului Donald Keene: “Titlul «Marea fertilității» intenționează să sugereze marea aridă a lunii care-i dezminte numele. Sau aș putea spune că suprapune imaginea nihilismului cosmic cu cea a mării fertile”.
Traducerile au fost asigurate de oameni diferiți, deci se pare că ele pot fi citite separat. Dar aceasta se poate face numai cu primele două volume, celelalte fiind greu inteligibile fără trimiteri la primele. Stilul tetralogiei se adâncește tot mai mult în doctrina budistă, ceea ce o face prea puțin atractivă publicului cititor. Aceste cărți sunt oarecum greu de citit, datorită faptului că în ele apar multe reflectări budiste, pe măsură ce Honda încearcă să înțeleagă conceptul reîncarnării. 
Bibliografie: C.B., „Yukio Mishima: “Marea fertilității””, „Studii nipone” (An I, nr. 1, 2000)

## Idei predominante

### Teoria politică
Care ar putea fi motivele sinuciderii lui Mishima? Presa japoneză a vremii s-a limitat doar la câteva explicații. Printre acestea era teoria nebuniei lui Mishima, cea a crizei artistice sau, cea mai senzațională, a iubirii dintre Mishima și studentul Morita Masakatsu, despre care se presupunea s-au sinucis din dragoste (shinju). Unii critici nu acceptă teoria sinuciderii din dragoste, explicația lor bazându-se pe faptul că Mishima și-a plănui acțiunea timp de șapte ani, iar scenariul pare extrem de elaborat pentru o simplă sinucidere shinju. Așadar, s-au formulat două teorii plauzibile: teoria patriotismului, Mishima chiar sperând într-o revoltă a armatei împotriva guvernului în vederea reinvestirii împăratului și teoria esteticii, care vedea sinuciderea lui Mishima ca o desăvârșire a căutării frumosului.
Teoria patriotismului rămâne cea mai plauzibilă, ținând cont de educația sa tradițională. Pentru Mishima împăratul era un simbol puternic al Japoniei care trebuia protejat cu orice preț. După pierderea războiului, Mishima credea, ca și mulți alți japonezi, că societatea tradițională nu mai poate exista, iar impunerea noii Constituții de către forțele de ocupație americane reprezenta cea mai mare doleanță a lui Mishima. În opinia romancierului, democrația, comerțul intensiv și deposedarea împăratului de statutul său divin, era o dovadă certă că societatea tradițională a decăzut. O mare parte din opera sa literară conține ideile sale politice.
Bibliografie: A.D., „Yukio Mishima: teoria politică”, „Studii nipone” (An I, nr. 1, 2000)

### Teoria estetică
Chiar dacă ideile sale politice erau vag abstracte sau chiar confuze, Mishima avea o viziune clară asupra credințelor sale artistice și filozofice. Principalele sale cărți de teorie a esteticii “Calea samuraiului” și “Soare și oțel” dezvăluie principiile sale estetice care se regăsesc în toate operele sale precum și în viața de zi cu zi. Dacă studiem cu atenție aceste două lucrări, devin din ce în ce mai clare “lacunele” și “umbrele” din gândirea scriitorului, și din acest punct de vedere putem vedea în moartea lui Mishima încununarea acestei gândiri.
“Calea samuraiului” este de fapt un comentariu asupra lucrării “Hagakure” - scrisă în prima jumătate a secolului al XVIII-lea de Jocho Yamamoto, sub forma unui manual de instrucțiuni pentru samurai, fiind considerat textul de bază al Bushido. Lucrarea a devenit extrem de populară în timpul celui de-al doilea război mondial, iar sloganurile luate din această carte au reprezentat crezul multor piloți kamikaze. Cartea a fost interzisă în timpul ocupației americane și greu acceptată în perioada imediat următoare.
Cea mai faimoasă afirmație din “Hagakure” se referă la luarea deciziilor. Jocho susține: “calea samuraiului este moartea”, de aceea el trebuie să fie întotdeauna pregătit de moarte. Într-o situație extremă, un samurai adevărat va alege moartea cu siguranță. După Mishima, “Hagakure” era format din trei părți: dragostea, viața și filosofia acțiunii. “Subiectivitatea”, afirma Mishima, este cea mai înaltă valoare a filosofiei acțiunii, iar moartea este sfârșitul natural al acestei acțiuni. Faptele sunt cele mai importante, ele putând determina caracterul unui om - ne învață Jocho, iar mai apoi ne subliniază Mishima. 
Mishima a fost puternic influențat de mesajul acestei cărți. Există o legătură între critica lui Jocho privitoare la decăderea epocii sale și atacurile dure ale lui Mishima la adresa materialismului generației sale. De altfel, influența lui Jocho este vizibilă la nivelul personajelor din cărțile lui Mishima, a căror ultim scop este cultivarea individuală și nu contribuția lor în favoarea societății. Eroii lui Mishima sunt egocentrici ei neavând nevoie de nimeni pentru a se desăvârși ca oameni. 
Bibliografie: A.D., „Yukio Mishima: teoria estetică”, „Studii nipone” (An I, nr. 1, 2000)

### Mishima și Sfântului Sebastian
“Într-o zi, profitând de faptul că nu mersesem la școală din cauza unei răceli ușoare, am scos câteva volume de reproduceri artistice, pe care tatăl meu le adusese ca suvenire din călătoriile sale în străinătate. Deodată, dintr-un colț al paginii următoare mi-a apărut în față o imagine care, parcă mă așteptase acolo. Era o reproducere a unei lucrări renascentiste târzii: Sfântul Sebastian al lui Guido Reni”.
Mishima a descris pictura în “Confesiunea unei măști”: “Un tânăr remarcabil de frumos era legat de trunchiul unui copac, fiind dezbrăcat. Mâinile sale încrucișate erau ridicate, iar fâșiile care-i țineau încheieturile prinse erau legate de copac. Nu se vedeau alte legături, iar singurul veșmânt peste goliciunea tânărului era o bucată de pânză albă legată în jurul șoldurilor... Dacă n-ar fi fost săgețile adânc intrate în partea stângă a pieptului și în umărul drept, tânărul ar fi părut mai degrabă un atlet roman odihnindu-se... Săgețile mâncaseră din carnea tânără și erau pe cale să-i consume trupul pe dinăuntru cu flăcări de agonie și extaz suprem”. Vederea acestei imagini i-a provocat lui Mishima prima experiență erotică. Douăzeci și cinci de ani mai târziu, Mishima a pozat pentru un fotograf, în chip de Sfântul Sebastian: avea o bucată de pânză albă legată în jurul șoldurilor; și trei săgeți înfipte în trupul ars de soare, dintre care una era înfiptă în piept. 
Bibliografie: P.M., „Mishima și Sfântului Sebastian”, „Studii nipone” (An I, nr. 1, 2000)

## Premii
- Premiul Shincho de la Shinchosha Publishing, 1954, pentru Sunetul valurilor
- Premiul Kishida pentru Dramă de la Shinchosha Publishing, 1955.
- Premiul Yomiuri Prize de la Yomiuri Newspaper Co., pentru cel mai bun roman, 1957, Templul de Aur
- Premiul Yomiuri de la Yomiuri Newspaper Co., pentru cea mai buna dramă, 1961, Toka no Kiku.

## Citate despre Mishima
„Legându-se de speranțele și eșecurile umane Mishima însuși devine mult prea uman, lăsând deoparte talentul lui de scriitor și abilitățile sale de povestitor care tind să fie mult prea preocupate de o evaluare a acțiunilor sale mai degrabă decât de operele sale. Mishima a fost o reflecție a lucrărilor sale (sau invers) în care aspirația la frumos este foarte rar realizată; puritatea fiind un scop degradat de toate eșecurile umane”
.
În ceea ce privește părerea unui străin, tema frumusețe-violență este un aspect al Japoniei care poate constitui o atracție primară înspre ceea ce înseamnă Japonia, o tradiție în care frumusețea și violența se pot împleti. Un exemplu poate fi senzualitatea agresivității în artele marțiale care hrănește cultura contemporană în conținutul său violent.
Cea mai frumoasă prezentare a lui Mishima în Occident poate fi filmul lui Paul Schader care a reîntărit imaginea inocentului Mishima. În film, criminalul fugar (după dramatizarea romanului “Caii dezlănțuiți”) evită să fie prins după uciderea capitalistului corupt și preferă să se sinucidă la răsăritul soarelui. În carte, asasinul ascuns așteaptă cu nerăbdare zorii pentru a se sinucide, dar nu reușește și trebuie să moară pe întuneric, în noroi pentru că urmăritorii săi se apropie. Mishima nu vorbea în roman despre puritate ci despre dorința de a o atinge.
A înțeles dizgrația pe care un corp urât o aduce posesorului. O moarte prin harakiri nu e onorabilă dacă corpul este bătrân și urât, imaginea acestui corp fiind indecentă. Pregătirea sa pentru moarte a început prin prelucrarea corpului său.” (Akihiro Maruyoma)
„Japonia va dispărea» a prezis el într-unul dintre cele mai citate pasaje ale sale, «va deveni goală, bogată și vicleană» Chiar în timpul crizei economice din anii 80, mulți japonezi au înclinat să creadă că progresul material va slăbi caracterul națiunii. Acum, întunecimea lui Mishima pare profetică pentru mulți dintre japonezi. Așa ciudat cum a fost, Mishima a exprimat sentimentul comun că japonezul pierde legătura cu sufletul și acum și bunăstarea economică vine să-l eludeze”
. (Autor necunoscut)
„Dacă eu locuiesc în mine, corpul meu seamănă cu o livadă care mă înconjoară. Eu pot ori să cultiv livada la întreaga sa capacitate ori să o las pradă buruienilor. Într-o zi, mi-a venit ideea să încep să cultiv livada atât cât merita. În acest scop am folosit soarele și oțelul. Încetul cu încetul, livada a început să rodească și gândurile au ocupat o mare parte din conștiința mea”
. (Yukio Mishima - “Soare și oțel”)
„În școală am auzit urletul aspru și barbar al Kendo-ului. De fiecare dată când îl auzeam doream să-mi acopăr urechile. Acum, după 30 de ani, simt cu totul altceva. Acel sunet îmi face plăcere, m-am îndrăgostit de el. Sunetul este strigătul japonezului însuși îngropat în adâncul sufletului meu. Este un strigăt de care îi este rușine japonezului de astăzi și pe care încearcă cu disperare să-l reprime dar el izbucnește sfărâmând toate reprimările. Este ceva legat de amintirile întunecate, ceva care amintește de sângele proaspăt vărsat”
. (Yukio Mishima - “Testamentul unui samurai”)
	
„Poți cu ușurință găsi două caracteristici contradictorii în cultura și personajele japoneze. Una este eleganța, alta este brutalitatea. Cele două sunt uneori strâns legate între ele. Brutalitatea noastră cred că vine din emoția noastră. Niciodată nu este o brutalitate mecanică precum cea a naziștilor. Cred că brutalitatea noastră vine din aspectul nostru feminin iar eleganța din latura noastră nervoasă. Câteodată suntem prea sensibili când e vorba despre pângărire, eleganță sau despre partea frumoasă, estetică și câteodată suntem prea obosiți și avem nevoie de un impuls puternic pentru a ne elibera. Nu îmi surâde ideea prin care cultura japoneză este reprezentată de aranjamentele florale, un soi de cultură a păcii, a iubirii. Cred că avem un spirit puternic de războinic”
. (Yukio Mishima - fragment dintr-un film)
Bibliografie: S.D., „Despre Mishima”, „Studii nipone” (An I, nr. 1, 2000)